# 和晃編物ファッションビジネス専門学校
和晃編物ファッションビジネス専門学校（わこうあみものファッションビジネスせんもんがっこう）は、文部省認可の徳島県徳島市富田浜にある専修学校。

## 沿革
- 1957年 和晃編物研究所開設。
- 1967年 各種学校法令により和晃編物手芸学院となる。
- 1981年11月27日 -  和晃編物専門学校として認可される[1]。
- 1995年 東京アルカディア会館より服飾教育功労賞を受賞。
- 1997年 和晃編物ファッションビジネス専門学校と改称。
- 2003年 洋裁文部科学大臣奨励賞受賞。

## 学科
- 総合技術科
- ファッションビジネス科

## 所在地
- 〒770-0931 徳島県徳島市富田浜1丁目48

## 交通
- JR高徳線徳島駅、牟岐線阿波富田駅から徒歩すぐ。